# Alfred Abel
Alfred Abel   (Leipzig, 12 de març de 1879 - Berlín, 12 de desembre de 1937) va ser un actor, director i productor de cinema alemany. Va aparèixer en més de 140 pel·lícules mudes i sonores entre 1913 i 1938. La seva interpretació més coneguda va ser com a Joh Fredersen a la pel·lícula de 1927 Metropolis de Fritz Lang.

## Joventut
Abel va passar per vàries feines abans de convertir-se en actor. En arribar a la adultesa, Abel va estudiar primer per ser un guarda forestal i més tard va estudiar jardineria a Mittweida, Saxònia. Va passar a estudiar negocis amb l'esperança de convertir-se en empresari. Després estudiar breument dibuix artístic a l'Acadèmia de Leipzig. Durant aquest període, Abel va rebre classes privades d'actuació.

## Obra escènica
Abel va treballar com a actor per primera vegada a la ciutat de Lucerna, Suïssa. Va continuar actuant en nombrosos teatres del cantó de Lucerna, fins que finalment va passar a actuar al Deustches Theater de Berlín sota la direcció de Max Reinhardt. Ràpidament va guanyar fama i va ser cridat per fer altres treballs interpretatius. Abel va unir-se a la companyia del Deutschen Theatre de Berlín el 1904, on va romandre durant la dècada següent.

## Obra cinematogràfica com a actor
Durant la primera part del segle xx, Abel va començar a buscar tenir una carrera cinematogràfica. El 1913 va debutar a la pantalla interpretant el paper principal d'Anselmus Aselmeyer a la pel·lícula muda Eine Venezianische Nacht de Max Reinhardt. Abel va actuar en més de cent pel·lícules mudes de directors de renom com Ernst Lubitsch, F. W. Murnau i Richard Oswald, i al costat d'estrelles famoses del cinema mut com Pola Negri, Henny Porten, Jenny Jugo i Asta Nielsen.
Els papers més notables d'Abel al cinema mut inclouen les seves interpretacions com Lorenz Lubota a Phantom (1922), com el comte Graf Told a Dr. Mabuse, der Spieler (1922), com a Gaston a Die Flamme (1923) i com a Alphonse Gunderman a la pel·lícula francesa L'Argent (1928). L'actuació de cinema mut més famosa d'Abel va ser a la pel·lícula futurista de Fritz Lang, Metropolis (1927) interpretant a Joh Fredersen, dirigent de la metròpoli. Abel era conegut pel seu estil d'actuació caracteritzat per evitar gestos dramàtics. Va aprendre a mostrar la psicologia i les tensions internes dels seus personatges amb expressions reservades. Molts actors de la seva època van tenir dificultats per canviar els seus estils d'actuació pel cinema quan sortien de l'actuació escènica i sovint van ser ridiculitzats més tard quan es va introduir la pel·lícula sonora.
Amb l'inici del cinema sonor, Abel es va mantenir com un actor amb molta demanda i va protagonitzar 38 pel·lícules. Va treballar amb molts directors de renom com Detlef Sierck i Anatole Litvak. Algunes de les seves pel·lícules sonores més conegudes inclouen Dolly macht Karriere de Litvak (1930) interpretant al comte Eberhard a Meine Frau de Heinz Ruehmann, die Hochstaplerin (1931), el romanç Das schöne Abenteuer (1932) de Reinhold Schuenzel, on feia de comte d'Eguzon, i Dichter Knips a Das Hofkonzert (1936) de Detlef Sierck. Abel va interpretar el paper protagonista de Sir John Menier a Mary (1931), d'Alfred Hitchcock, que era la versió alemanya de la seva Murder! (1930). L'últim paper d'Abel va ser el de Daffinger a Frau Sylvelin (1938) d'Herbert Maisch, que no es va estrenar fins després de la seva mort.
Hi havia rumors a l'època de la pel·lícula Nosferatu de 1922 i durant molts anys després que Max Schreck, que interpretava al vampíric comte Orlok, no existia en realitat i era un pseudònim d'Abel.

## Obra cinematogràfica com a director
A principis de la dècada de 1920, Abel va començar a plantejar-se dirigir pel·lícules i va crear la productora Artifex Film. L'única pel·lícula de la companyia va ser Der Streik der Diebe (1921), dirigida per Abel. Abel no va tornar a dirigir fins al 1929; Narkose es considera la seva obra més ambiciosa. Després de Narkose, Abel va dirigir Glückliche Reise (1933) i Alles um eine Frau (1935).

## Vida personal i mort
Abel estava casat amb Elizabeth Seidel, amb qui va tenir una filla, Ursula (1915-1951). Ursula, com el seu pare, també es va convertir en actriu de cinema. No obstant això, el 1935 el règim nazi va prohibir-li aparèixer en altres pel·lícules després de no poder mostrar documents d'ascendència (Ariernachweis) per al seu pare per demostrar que no era d'ascendència jueva.
Després de molt temps malalt, Abel va morir el 12 de desembre de 1937, als 58 anys. Va ser enterrat al cementiri de la Friedhof Heerstraße al districte de Charlottenburg a Berlín. El seu cos va ser posteriorment exhumat i incinerat en l'estil alemany a causa de l'impagament de l'abonament del cementiri.